# もののふことはじめ
『もののふことはじめ』は、神堂あらしによる日本の4コマ漫画作品。『まんがホーム』（芳文社）にて2007年1月号より2009年3月号まで隔月連載された。単行本は全1巻。

## 登場人物
佐伯仙之丞（さえき せんのじょう）
芝浦家の新居の庭に行き倒れていた謎の武士。19歳。言動などからおそらくはタイムスリップしてきた江戸時代の人間と思われるが、名前と年齢以外の出自は一切不明。旅の途中に行き倒れ、気がついたら芝浦家の庭にいたという。芝浦家に現れるまでは浪士の身分であったらしい。自分を拾った芝浦家に忠誠を誓っており、克巳を「殿」、千草を「奥方様」、ちあきを「若君」と呼んで慕っている。現代世界とは異なる時代の人間であるためか、古めかしい言葉を使ったり時代感のズレたボケを見せたりするが、意外と順応性は高く、テレビのヒーローもの番組にハマったりする。また江戸時代には当然なかった電話の理論をテレビ講座で覚えてしまうなど、頭の回転も速い方である。年齢のわりに子供っぽい性格で、そのためか近所の子供達と仲良くなっている。千草の妹である千歳にベタボレであるが、千歳には気づかれていない。が、千歳もまんざらではなく脈はあるらしい。犬が苦手。
芝浦克巳（しばうら かつみ）
芝浦家の主。高校教師で、専攻は体育。念願のマイホームを手に入れた矢先に、庭に行き倒れていた仙之丞を拾った。
芝浦千草（しばうら ちぐさ）
克巳の妻。元克巳の教え子で、克巳とは年の差カップル。大きな子供のような仙之丞に困惑しながらもなんだかんだで世話を焼いている。非常にやきもち焼きで、浮気は許さない。
芝浦ちあき（しばうら ちあき）
克巳と千草の息子。まだ赤ん坊。男の子だが、見た目が可愛らしいためよく女の子に間違われる。仙之丞になついており、ちあきのお守りは彼の大事なお勤めのひとつ。
千歳（ちとせ）
千草の妹。学生。仙之丞の想い人。
田崎（たざき）
芝浦家の近所に住むおとぼけ若奥さん。公園デビューした千草の友人になった。夫を尻に敷いたり仙之丞をからかったりなど、結構腹黒。2人の子供がいる。
モモカ
千歳に拾われ、芝浦家で飼うことになった犬。メス。

## 単行本
まんがタイムコミックス（芳文社）から全1巻が刊行されている。描き下ろしのほか、巻末には読み切り作品「VS!せんせい」が収録されている。
1. 2009年5月22日発行 ISBN 978-4-8322-6743-5